# Palicourea macrantha
Palicourea macrantha är en måreväxtart som beskrevs av Ludwig Eduard Loesener. Palicourea macrantha ingår i släktet Palicourea och familjen måreväxter. Inga underarter finns listade i Catalogue of Life.